# Prokurator (Finland)
Prokurator var under ryska tiden en till kejserliga senaten för Finland knuten ämbetsman. 
Prokuratorn utnämndes av kejsaren och var landets högsta åklagarmyndighet samt utövade tillsyn över att lag och författning efterlevdes av alla ämbetsverk och myndigheter. Han var chef för ett ämbetsverk, prokuratorsexpeditionen, och biträddes av en prokuratorsadjoint. I stället för prokuratorsämbetet inrättades i det självständiga Finland ett justitiekanslersämbete.
| Prokurator                         | Ämbetstid |
| ---------------------------------- | --------- |
| Matthias Calonius                  | 1809–1816 |
| Anders Fabian Orrhjelm             | 1816      |
| Carl Edvard Gyldenstolpe           | 1817–1822 |
| Carl Johan Walleen                 | 1822–1854 |
| Carl Wilhelm Trapp                 | 1855–1856 |
| Carl Edvard Gadd                   | 1856–1863 |
| Eugen von Knorring                 | 1863–1867 |
| Bror Peterson                      | 1867–1870 |
| Frans Richard de la Chapelle       | 1870–1871 |
| Johan Philip Palmén                | 1871–1877 |
| Theodor Sederholm (Cederholm)      | 1877–1882 |
| Robert Montgomery                  | 1882–1886 |
| Karl Gustaf Ehrström               | 1886      |
| Alexander von Weissenberg          | 1886–1890 |
| Georg Henrik Calonius              | 1890–1897 |
| Woldemar Söderhjelm                | 1897–1900 |
| Eliel Johnsson (Soisalon-Soininen) | 1901–1905 |
| Daniel Woldemar Åkerman (t.f.)     | 1905      |
| Valdemar von Hellens (Hirvikanta)  | 1905      |
| Julius Grotenfelt                  | 1905–1908 |
| Lorenzo Kihlman                    | 1908–1909 |
| Axel Charpentier (t.f.)            | 1909–1910 |
| Immi Savonius (t.f.)               | 1910–1911 |
| Aleksei Hozjainov                  | 1911–1913 |
| Konstantin Kazanski                | 1914–1917 |
| Pehr Evind Svinhufvud              | 1917–1918 |